# Christian Flückiger
Christian Flückiger (* 16. Januar 1975) ist ein Schweizer Radiojournalist. Er arbeitet seit 2002 als Moderator, Redaktor und Produzent bei SRF 3.

## Leben
Christian Flückiger schloss 1995 das Wirtschaftsgymnasium in Frauenfeld ab. Von 1995 bis 2002 studierte er Soziologie, Publizistik und Politikwissenschaft an der Universität Zürich.
Während der Mittelschulzeit arbeitete er als Praktikant bei Thurgauer Lokalzeitungen. Von 1995 bis 2002 wirkte er als Moderator und Redaktor bei Radio Thurgau. Parallel dazu war er ab 1997 als freischaffender Filmjournalist tätig. Seit 2002 ist er bei DRS 3, heute SRF 3 angestellt, wo er für die Hintergrundsendung „Input“ zuständig ist, deren Team er leitet.
2004 erhielt er den Bedag-Medienpreis für die Input-Sendung „Beats und Bytes: Das grosse Geschäft im Internet“.
Christian Flückiger lebt in einer festen Partnerschaft und hat einen Sohn (* 2000).